# محمد عبد الخالق حسونة
محمد عبد الخالق حسونة (1316- 1412 هـ / 1898- 1992 م) سياسي ودبلوماسي مصري. وزير خارجية، وثاني أمين عام لجامعة الدول العربية. هو حفيد شيخ الأزهر حسونة النواوي. 

## سيرته
وُلد محمد بن عبد الخالق بن حَسُّونة بن عبد الله النواوي بمحافظة أسيوط، يوم الجمعة 13 جُمادى الآخرة 1316هـ الموافق 28 أكتوبر (تشرين الأول) 1898م، لأسرة علمية وثقافية، فجدُّه هو شيخ الأزهر العالم المعروف حسونة النواوي.
نال شهادة ماجستير في الاقتصاد والعلوم السياسية من جامعة كامبردج بإنجلترا عام 1925، وكان عضوًا في أول بعثة للسِّلك الدبلوماسي لوزارة الخارجية المصرية. عُيِّن محافظًا للإسكندرية من 1942 إلى 1948، ووزيرًا للشؤون الاجتماعية من 1949 إلى 1950، ووزيرًا للتربية والتعليم عام 1952، ووزيرًا للخارجية عام 1952.
انتخب أمينًا عامًّا لجامعة الدول العربية عام 1952، واستمرَّ في منصبه حتى عام 1972.

## وفاته
توفي محمد عبد الخالق حسونة بالقاهرة، يوم الاثنين 16 رجب 1412هـ الموافق 20 يناير (كانون الثاني) 1992م.

## وصلات خارجية
- محمد عبد الخالق حسونة على موقع أرشيف الشارخ.
- محمد عبد الخالق حسونة على موقع الموسوعة البريطانية (الإنجليزية)
- محمد عبد الخالق حسونة على موقع مونزينجر (الألمانية)